# Веймарський синдром
Веймарський синдром - поняття, яке використовується для опису паралізування та самознищення системи парламентської демократії. Це характеризується такими процесами:
- роздробленість і нездатність демократичних партій вирішити зростаючі соціальні та економічні проблеми,
- зростання значення партій, які відкидають демократичну систему,
- неспроможність державного апарату протистояти озвірінню політичного життя та порушенню законів.

Поява "веймарського синдрому" часто є провісником краху демократії та встановлення авторитарного або тоталітарного режиму.
Назва походить від Німецької Веймарської республіки (1918–1933), останній період її існування був класичним прикладом розпаду плюралістичної системи. Наростаюча економічна криза, слабкість і безсилля демократичних партій і зростання значення тоталітарних партій (комуністів і націонал-соціалістів) призвели до «захоплення влади» Адольфом Гітлером у 1933 році.